# 電撃アニマガ
『電撃アニマガ』（でんげきアニマガ）は、メディアワークス（現アスキー・メディアワークス）が刊行していたアニメ雑誌。

## 沿革
バンダイの模型雑誌『B-CLUB』を前身とする『電撃B-Magazine』が1998年休刊し、同年秋創刊の『電撃ホビーマガジン』に引き継がれた際に縮小されたアニメーション関連の記事を扱う雑誌として1999年4月に創刊した『電撃Animation Magazine』が源流となる。しかし、既発のアニメ雑誌を脅かすには至らず部数は常に『AX』（ソニー・マガジンズ、2001年11月号で廃刊）と5位争いに明け暮れる状態が続き、2001年5月号を以て休刊した。他のアニメ雑誌との比較では、深夜アニメにいち早く着目した点が特徴に挙げられる。
2002年8月、不定期刊『電撃アニマガ』として復刊。先行する『メガミマガジン』（学習研究社）に対抗する形で萌えアニメ中心の路線を敷き、2004年8月から10月にかけては3ヶ月連続刊行を実施するが2005年8月発売のVol.19を以て休刊し、アニメ情報は部数の低迷で同時期にリニューアルした『電撃G's magazine』に引き継がれることとなった（事実上の吸収合併）。
2005年末に総集編『電撃アニマガ THE BEST ISSUE』全2冊を刊行。

## 表紙リスト
- VOL.1 ぴたテン（美砂、紫亜、植松小星）画：坂井久太&あずまんが大王
- VOL.2 シスター・プリンセス Re Pure（白雪、亞里亞）画：天広直人
- VOL.3 シスター・プリンセス Re Pure（可憐）
- VOL.4 宇宙のステルヴィア（片瀬志摩、アリサ・グレンノース）
- VOL.5 HAPPY☆LESSON ADVANCE（一文字むつき、六条みなづき、七転ふみつき）画：ささきむつみ
- VOL.6 まぶらほ（宮間夕菜、風椿玖利子、神城凛）
- VOL.7 D.C. 〜ダ・カーポ〜（朝倉音夢、芳乃さくら）画：田頭しのぶ
- VOL.8 君が望む永遠（涼宮遙、早瀬水月）画：菊池洋子
- VOL.9 GUNSLINGER GIRL（ヘンリエッタ）画：阿部恒
- VOL.10 おねがい☆ツインズ（宮藤深衣奈、小野寺横恋、風見みずほ）画：羽音たらく
- VOL.11 DearS（レン）画：PEACH-PIT
- VOL.12 蒼穹のファフナー（遠見真矢）画：山岡信一
- VOL.13 To Heart 〜Remenber my memories〜（マルチ）画：平山まどか
- VOL.14 双恋（桜月キラ&ユラ、一条薫子&菫子）画：ささきむつみ
- VOL.15 魔法先生ネギま!（神楽坂明日菜、近衛木乃香）画：加藤はつえ
- VOL.16 スターシップ・オペレーターズ（香月シノン）画：松本文男
- VOL.17 フタコイ オルタナティブ（白鐘沙羅&双樹）画：小林利充
- VOL.18 苺ましまろ（アナ・コッポラ）画：坂井久太
- VOL.19 D.C.S.S. 〜ダ・カーポ セカンドシーズン〜（朝倉音夢、白河ことり、アイシア）画：高品有佳
- THE BEST ISSUE1 ToHeart2（柚原このみ、向坂環）画：西尾公伯
- THE BEST ISSUE2 灼眼のシャナ（シャナ）画：いとうのいぢ